# Yusaku Tanioku
Yusaku Tanioku (谷奥 優作 Tanioku Yusaku?), född 18 oktober 1978 i Mie prefektur, är en japansk före detta fotbollsspelare.
Tanioku började sin karriär 1997 i Ventforet Kofu. 2003 flyttade han till Otsuka Pharmaceutical (Tokushima Vortis). Efter Tokushima Vortis spelade han för Sagawa Shiga. Han avslutade karriären 2009.